# Repressie (België)
De term repressie wordt in de Belgische geschiedenis gebruikt om te verwijzen naar de epuratie of vervolging en bestraffing van collaborateurs na de Eerste Wereldoorlog en de Tweede Wereldoorlog. Zij is het voorwerp van politieke controverse. Aan de basis daarvan ligt het feit dat enerzijds tot tweemaal toe een niet onaanzienlijk deel van de Vlaamse Beweging in de collaboratie stapte en anderzijds een aantal vragen gesteld worden bij het optreden van de overheid, de ordediensten en het verzet tijdens en na de Bevrijding.

## Eerste Wereldoorlog
Na de Eerste Wereldoorlog waren het voornaamste doelwit van de repressie de zogenaamde activisten, voornamelijk in de kringen van het tijdschrift en vereniging Jong-Vlaanderen in Gent, die in 1915 de Raad van Vlaanderen stichtten met de bedoeling het bestuur over de bezette gebieden over te nemen.
De bezetter behandelde die raad, waar onder meer August Borms deel van uitmaakte, in het kader van de Flamenpolitik en de annexionistische politiek enkel als een voornamelijk cultureel adviesorgaan. Toch kon de Raad een aantal doelstellingen helpen realiseren zoals de vernederlandsing van de Gentse universiteit en de scheiding van de ministeries in Vlaamse en Franstalige departementen. Ze werd tevens een soort rekruteringsbureau voor geïnteresseerde Vlaamsgezinden die ambten wilden aanvaarden zowel in de universiteit als in de vervlaamste administraties. Het activisme vond pas op het einde van de oorlog enige sympathie onder de Frontbeweging van Vlaamse soldaten, die grotendeels loyaal aan België bleef.
Na de bevrijding werden de leden van die raad en van de activistische bewegingen, vervolgd voor collaboratie. Deze repressiegolf - die vooral in Vlaanderen woedde - werd door Vlaamsgezinden als onrechtvaardig beschouwd en aangevoeld als eerder gericht tegen het Vlaams karakter van de beweging dan tegen de collaboratie. Vandaar dat de beweging zich versterkte en met de steun van andere Vlamingen ijverde voor amnestie. 
De meeste leden van de Raad van Vlaanderen en andere activisten konden zich aan gevangenneming onttrekken door tijdig te vluchten naar Duitsland en Nederland. De veroordelingen gebeurden dan ook hoofdzakelijk bij verstek en waren niet uitvoerbaar. In 1929 werd een Uitdovingswet gestemd, die tot verjaring besliste van de veroordelingen. Heel wat activisten kwamen - tijdelijk of bestendig - naar België terug. Op 2 juni 1937 werd een amnestiewet gestemd, die de burgerlijke resten van de epuratie grotendeels uitveegde: de veroordelingen werden geschrapt in het strafregister en veroordeelden kregen hun kiesrecht terug. Dit gaf aanleiding tot protesten en manifestaties vanwege vaderlandslievende verenigingen. Toen de gewezen activistische arts Adriaan Martens, die geamnestieerd was, tot lid werd benoemd van de pas opgerichte Koninklijke Academie voor Geneeskunde van België, waren de protesten talrijk en niet minder dan drie regeringen vielen voortijdig door deze kwestie. Tot in mei 1940 bleef de eis voor algemene en onvoorwaardelijke amnestie de Vlaamsgezinde geesten beroeren.

## Tweede Wereldoorlog
Uit die activistische tendens in de Vlaamse Beweging groeide tijdens het interbellum het VNV (Vlaamsch Nationaal Verbond) met figuren als Staf de Clercq, Ward Hermans en Hendrik Elias, alsook enkele andere radicale Vlaams-nationalistische groeperingen. Het VNV en hun geestesgenoten stonden van bij de opgang van de nazi's in Duitsland niet afkerig van het volksnationalisme in hun ideologie en het wekte dus geen verbazing dat zij na het uitbreken van de Tweede Wereldoorlog voor openlijke collaboratie kozen, zowel politiek als militair. Daarenboven kozen een aantal Belgen tijdens de bezetting ervoor om samen te werken met de Duitse bezetter. De redenen hiervoor waren zeer uiteenlopend en complex, en omvatten idealisme, winstbejag, opportunisme en noodzaak. Samenwerken met de bezetter kon op militaire, politieke of economische wijze. Zodoende werd er een aanleiding geschapen voor een tweede naoorlogse repressie.
Reeds tijdens de bezettingsjaren maakte de Belgische regering in Londen concrete plannen om bij de bevrijding de collaboratie te vervolgen en te bestraffen. De Belgische regering stond er op dat bij de bevrijding van het land zij onmiddellijk de macht zou overnemen en zou instaan voor het bestuur van het land, en dus ook voor het uitvoeren van de repressie. Ook de clandestiene pers schreef tijdens de bezettingsjaren voortdurend over de wraakacties die zouden volgen (zowel tijdens als na de oorlog): We zullen dat allemaal wel vinden als den oorlog eens gedaan is.
Bij de bevrijding van België door de geallieerden in september 1944 ontstond een machtsvacuüm dat de regering niet in staat was onmiddellijk in te vullen. De Duitse strijdkrachten kozen ervoor om het Belgisch grondgebied slechts in beperkte mate te verdedigen en het ganse land werd veel sneller bevrijd dan de Belgische regering had voorzien. Hierdoor ontstond in het kielzog van de geallieerde legers een verwarde situatie waarin de regering niet doelmatig kon optreden en er in België een relatief weinig gecontroleerde repressie ontstond.

### Straatrepressie
Naast de repressie die door de overheid werd georganiseerd was er ook de zogenaamde straatrepressie of volksrepressie. Hiermee worden de diverse wraakacties van burgers jegens echte en vermeende collaborateurs bedoeld.
De straatrepressie woedde in twee golven: een eerste golf net na de bevrijding van iedere stad of streek (augustus-oktober 1944) en een tweede golf na de terugkeer van de krijgsgevangenen en politieke gevangenen uit Duitsland (mei 1945). Deze repressiegolven ontstonden spontaan of werden vaak oogluikend toegelaten en soms georganiseerd door bepaalde verzetsgroeperingen, zoals onder meer door het communistisch gezinde Onafhankelijkheidsfront. Gemeenten waren niet bij machte om de orde te doen heersen en waren soms van mening dat de gevangenis de veiligste plek was voor de bescherming van collaborateurs tegen de volkswoede en het straatgeweld. Tijdens de straatrepressie werden collaborateurs, op een vaak brutale en straffeloze wijze behandeld: echte en vermeende incivieken of zwarten werden opgesloten zonder vorm van proces in talrijke interneringskampen die vaak door het verzet opgezet waren. In sommige gevallen werden ook onschuldige familieleden van collaborateurs geviseerd. Onmiddellijk na de bevrijding in september 1944 werden in opdracht van de in Londen verblijvende Minister van Justitie Antoine Delfosse in het ganse land 170 gemeentelijke interneringscentra opgericht. In Antwerpen werden bepaalde collaborateurs opgesloten in de leegstaande kooien van de Zoo van Antwerpen. Een aantal vrouwen waarvan men vermoedde dat ze gecollaboreerd hadden werden kaalgeschoren, vernederd en soms verkracht. Deze praktijken gingen gepaard met plunderingen en vernielingen van de eigendommen van de collaborateurs. Men neemt aan dat circa 100 personen hierbij gedood werden.
De Rijkswacht en politie kwamen in vele gevallen niet tussen. De bevrijding van het land verliep zo snel dat de regering niet de tijd had om de ordediensten te herbewapenen en een nieuwe leiding te organiseren. Daardoor ontbrak het de Rijkswacht vaak aan de nodige middelen en het vereiste morele gezag om op te treden. Ook was het Belgisch leger niet in de mogelijkheid om de orde te handhaven, en speelde de regering ook dubbel spel met het verzet door het enerzijds te erkennen en wapendracht toe te staan op 13 september 1944, maar ook snel aan te dringen op de ontwapening van haar leden en ontbinding van de diverse organisaties om ervoor te zorgen dat uit het verzet geen politiek sterke beweging ontstond. Daarnaast werden de verzetsbewegingen dan weer geplaagd door een toestroom van vermeende verzetslieden 'van het laatste uur', die de rangen van het verzet vervoegden uit opportunisme. Sommige verzetsleiders aanvaardden deze toestroom om hun eigen politieke machtspositie in de naoorlogse samenleving te versterken, maar hielpen op die manier de straatrepressie en persoonlijke afrekeningen uitgevoerd door een aantal van die vermeende verzetslieden in de hand. Dit alles leidde ertoe dat er tijdens de eerste maanden na de bevrijding geen geloofwaardige controle van de volkswoede kon zijn.
Tijdens de tweede golf van straatrepressie, in mei 1945, beschikte de Belgische overheid wel over meer machtsmiddelen. Het zou kunnen dat de aandacht van de regering-Van Acker werd afgeleid door mijnstakingen en een dreiging van algemene staking. De tweede repressie had tot doel sommigen die ondertussen waren vrijgekomen, opnieuw te doen opsluiten. Het ging om een beperkt aantal personen. Anderzijds waren sommige groepen, die waren voortgesproten uit het Onafhankelijkheidsfront actief in het verwoesten en plunderen van huizen van vermeende collaborateurs. De overheid (rijkswacht en gemeentepolitie) waren aanwezig bij deze gewelddaden maar kwamen niet tussen. De overheid was van oordeel (of onderging) dat het beter was een uitlaatklep te geven voor de volkswoede die was ontstaan na de terugkeer van de politieke gevangenen en gelet op de perceptie dat de krijgsraden niet streng genoeg veroordeelden.

### Overheidsrepressie
Enerzijds wilde de Belgische overheid de maatschappij op een georganiseerde manier zuiveren van mensen die tijdens de oorlog, op welke manier dan ook, met de Duitse vijand hadden samengewerkt. Deze repressie liep over verschillende sporen: er waren immers verschillende vormen van collaboratie geweest, waaronder politieke, militaire en economische collaboratie. De overheid stond bij de bevrijding voor een aantal zeer moeilijke dilemma's waarnaar vaak verwezen wordt bij de analyse van georganiseerde repressie.
Vooreerst ontbrak het tijdens de eerste maanden na de bevrijding aan organisatie en slagkracht bij de ordediensten en justitie. Voorts had de overheid de ambitie om radicaal en streng op te treden, maar dit stond vaak haaks op de nood om het land na de bevrijding zo snel mogelijk herop te bouwen. Ten laatste diende de overheid ter voltrekking van de repressie snel een justitie-apparaat uit te bouwen. De regering koos ervoor om een aantal krijgsraden op te richten, en daarbij was de gerechtelijke competentie niet steeds gewaarborgd.
Dit alles leidde tot een aantal ontsporingen in de repressie van overheidswege. Ten eerste kan men vaststellen dat de verschillende vormen van collaboratie niet gelijk bestraft werden: militaire en politieke collaborateurs werden vaak hard aangepakt, terwijl economische collaborateurs relatief licht gestraft werden. Ten tweede sprak het gerecht net na de bevrijding veel strengere straffen uit onder druk van de algemene opinie en de drang tot wraakneming. Omdat geleidelijk aan de vonnissen milder werden, zorgde dit uiteindelijk ook voor situaties waarbij zware collaborateurs die later waren berecht minder werden gestraft dan kleine landverraders. Ten derde was de collaboratie in Vlaanderen sterk verbonden aan de Vlaamse Beweging, die dan nog het vaakst zich met politieke en militaire collaboratie inliet en zodoende strenger bestraft werd. Dat leidde ertoe dat de overheid nadien verweten werd de collaboratie veel harder aangepakt te hebben in Vlaanderen dan in Wallonië en wilde  afrekenen met de Vlaamse Beweging. Volgens een aantal historici was er een Vlaams-Waals verschil in strafmaat waar te nemen wat de communautaire verhoudingen niet ten goede kwam. Dat beeld van anti-Vlaamse, onrechtvaardige repressie en epuratie werd later genuanceerd en soms zelfs ondergraven door een nieuwe generatie van historici, zoals de Gentse Historische School waarvan Bruno De Wever de bekendste vertegenwoordiger is. Pas omstreeks 2020 werden de dossiers van het militair gerecht overgemaakt aan het Rijksarchief. De laatste 242, een historische reconstructie uit 2023 van de processen op basis van die vrijgegeven archieven, bevestigt die eerdere nuanceringen.
In totaal werden er na de oorlog 400.000 strafdossiers wegens collaboratie aangelegd. Op basis van de omzendbrief Circulaire nr. 340, werden ruim 90.000 gedetineerden opgesloten, hetzij als veroordeelden wegens collaboratie (40.000), hetzij als administratief aangehoudenen in afwachting van hun proces. Hoewel de doodstraf in België sinds 1863 in principe niet meer werd uitgevoerd, werden er van de 2.940 doodstraffen die door militaire rechtbanken werden uitgesproken er 242 effectief uitgevoerd. Circa 7700 personen werden berecht wegens hun lidmaatschap van de Waffen-SS. De bekendste terdoodveroordeelden die geëxecuteerd werden, waren August Borms, Theo Brouns, Karel De Feyter,  Irma Laplasse en Leo Vindevogel.
Tegen december 1950 was meer dan 95% van alle veroordeelde collaborateurs opnieuw vrijgelaten. Hun ontnomen burgerlijke, politieke, sociale en culturele rechten zouden ze in de loop van de jaren zestig en zeventig terugkrijgen.

### Epuratie
Naast de klassieke strafrechtelijke veroordeling tot gevangenisstraf of doodstraf (= de repressie door de militaire rechtbanken), werden aan de veroordeelde collaborateurs automatisch bijkomende 'burgerlijke' maatregelen opgelegd, waaronder de ontneming van het actieve en passieve stemrecht, ontzegging tot beroepen in de ambtelijke sfeer, in de rechterlijke macht en media alsook uitsluiting van het recht op sociale zekerheidsuitkeringen (kinderbijslag, pensioenen...) en sociale woningen. Deze vervallenverklaring van burgerlijke, politieke en sociale rechten noemde men epuratie (= zuivering).
Een jaar na de bevrijding, op 19 september 1945 vaardigde de Regering-Van Acker II, zonder tussenkomst van het  parlement, de besluitwet betreffende de epuratie inzake burgertrouw uit. Voortaan konden ook personen die niet schuldig werden bevonden aan een overtreding van de strafwet toch nog een (zware) sanctie worden opgelegd. Volgens toenmalig minister van Justitie Marcel Grégoire ging het om een "veiligheidsmaatregel van burgerlijke aard" t.a.v. personen die ten gevolge van de te algemene en onduidelijke strafwet werden vrijgesproken maar "wier onvaderlandse gedraging aan het openbaar geweten aanstoot heeft gegeven en derhalve uit de politieke gemeenschap, die zij ontrouw zijn geweest, te worden geweerd." In praktijk ging het vooral om familieleden (echtgenoten, broers en zusters, ouders van de veroordeelde) waarbij een klacht tot politieke collaboratie had geleid tot seponering of buitenvervolgingstelling.

### Repressie in particuliere organisaties
Een derde vorm van repressie vond plaats in particuliere organisaties zoals de Orde van Advocaten, het vrije onderwijs, de arbeidersbeweging en sportverbonden. Er volgden ontslagen, bestuursleden werden uitgesloten en sportlicenties werden geweigerd.

### Rechtsherstel
Om te protesteren tegen de vaak schrijnende gevolgen van de repressie en epuratie zoals broodroof, schulden (ten gevolge schadevergoedingen en boetes) en socio-culturele uitsluiting (soms ook ten nadele van de kinderen van de incivieken) betoogden op 20 september 1959 in Antwerpen zo'n 20.000 Vlamingen voor amnestie. De manifestatie werd georganiseerd door het 'Comité voor Gemeenschappelijke Amnestie-actie' (o.l.v. oud-fronter Adiel Debeuckelaere) in samenwerking met het 'Vlaams Jeugdcomité' dat toen geleid werd door de nog jonge Wilfried Martens. Aan de betoging namen heel wat prominente CVP-politici mee zoals Louis Kiebooms (tijdens de oorlog politiek gevangene en later oprichter van het Vlaams- en  verzoeningsgezinde 'Verbond van het Vlaams Verzet'), Karel Van Cauwelaert de Wyels, August De Boodt, Jan Verroken, Leo Lindemans, Jozef Posson, Josse Mertens de Wilmars en toenmalig enig Volksunie-Kamerlid Frans Van der Elst. Als reactie daarop betoogden twee maanden later in Brussel meer dan 25.000 Belgen tegen amnestie. In tegenstelling tot Nederland, Frankrijk (1953) en Spanje, werd in België geen amnestie verleend.
Teneinde een veroordeling door het Europees Hof voor de Rechten van de Mens te vermijden voerde minister van Justitie Piet Vermeylen tijdens de Regering Lefèvre-Spaak met de wet van 30 juni 1961 betreffende de epuratie inzake burgertrouw, de zgn. wet-Vermeylen in, een in allerijl bedacht soort collectieve gratie of eerherstel. Door het afschaffen van het artikel 123 sexies van het Strafwetboek (dat collaboratie bestrafte met ontzetting uit de politieke en burgerrechten) werden veroordeelden tot minder dan drie jaar gevangenisstraf automatisch in al hun rechten hersteld. Veroordeelden van drie tot 10 jaar werden in hun rechten hersteld indien ze een verzoekschrift indienden bij de Minister van Justitie én een ereverklaring aflegden de wetten van het Belgische volk getrouw te zullen naleven. Bij veroordeelden tot langer dan 10 jaar was een (langdurige en complexe) procedure voor de rechtbank nodig. De wet gaf geen passief en actief stemrecht terug aan veroordeelden die tot meer dan vijf jaar gevangenisstraf werden veroordeeld. Een klein aantal personen weigerde om principiële redenen gebruik te maken van de mogelijkheden van deze wet.

### Eerste Wereldoorlog
- Hendrik Elias, 25 jaar Vlaamse Beweging, 1914-1939, I, 1969.
- Maurits Vanhaegendoren, Het aktivisme op de kentering der tijden, 1983.
- Daniel VANACKER, Het aktivistisch avontuur, 1991.
- Luc Huyse & Kris Hoflack, Repressie. Na de Eerste wereldoorlog, in: Nieuwe Encyclopedie van de Vlaamse Beweging, Tielt, 1997, blz. 2584-2602.

### Tweede Wereldoorlog
- Walter Ganshof van der Meersch, Réflexions sur la répression des crimes contre la Sûreté de l'Etat Belge, in: Revue de droit pénal et de criminologie, 1946-47, blz. 97-182.
- J. GILISSEN, Etude sur la répression de l'incivisme, in: Revue de droit pénal et de criminologie, 1950-51, blz. 513-621.
- NEMROD (=Renaat DE MUYT), Het feest van de haat, 1966.
- Raymond Derine, Repressie zonder maat of einde?, 1977.
- Lode Wils, Honderd jaar Vlaamse Beweging, II, Leuven, 1985.
- Louis De Lentdecker, Tussen twee vuren, 1985.
- Wilfried PAUWELS, De verdachten van september '44, Illegale interneringen tijdens de repressie, Uitgeverij De Nederlanden, Antwerpen, 1990.
- Luc Huyse e. a., Onverwerkt verleden. Collaboratie en repressie in België, 1942-1952, 1991.
- Luc Huyse & Kris Hoflack, Onverwerkt verleden: een naschrift, 1994.
- Frank SEBERECHTS, Ieder zijn zwarte. Verzet, collaboratie en repressie, 1994.
- Luc VANDEWEYER (na Wereldoorlog I), Luc HUYSE & Kris HOFLACK, (na Wereldoorlog II), Manu RUYS (Beeldvorming), Repressie, in: Nieuwe Encyclopedie van de Vlaamse Beweging, Tielt, 1998.
- Luc VANDEWEYER (Wereldoorlog I) & Luc HUYSE (Wereldoorlog II), Amnestie, in: Nieuwe encyclopedie van de Vlaamse Beweging, 1998.
- Helen GREVERS, Van landverraders tot goede vaderlanders. De opsluiting van collaborateurs in Nederland en België, 1944-1950, 2013.
- Koen AERTS, 'Repressie zonder maat of einde?' De juridische reïntegratie van collaborateurs in de Belgische staat na de Tweede Wereldoorlog, 2014.
- Jan LENSEN, De foute oorlog. Schuld en nederlaag in het Vlaamse proza over de Tweede Wereldoorlog, Antwerpen, Garant, 2014.
- Tom COBBAERT, Ondergewaardeerd erfgoed? Repressieaanvragen in het ADVN, in: ADVN-mededelingen, nr. 60, 2018.
- Koen AERTS, Kinderen van de repressie. Hoe Vlaanderen worstelt met de bestraffing van de collaboratie, 2018.
- Tom Lanoye, De draaischijf (2022) ISBN 9789044649321
- Rezsöhazy, Élise, Dimitri Roden, Stanislas Horvat, Dirk Luyten (26 september 2023). De laatste 242. De terechtstelling van collaborateurs na de Tweede Wereldoorlog. Lannoo. ISBN 9789401485180.
- Antoon Vrints, De afrekening. Geweld tegen collaborateurs in Antwerpen, 1918 en 1944-1945 (15 februari 2024) ISBN 9789464750690